# 纖維細胞
纖維細胞（fibrocyte）是一種沒有活性的間充質細胞，細胞顯示出體積小的細胞質、數量有限的粗糙內質網，並且缺乏蛋白質合成的生化證據。此外，具有巨噬細胞的炎症特徵和成纖維細胞的組織重塑特性。儘管它們的生物學研究只是在近年才開始進行，但在很久以前就已經提出了類纖維細胞的存在。然而直到1994年，纖維細胞才首次用於描述能夠表達成纖維細胞表型的循環單核細胞衍生細胞。
纖維細胞與成纖維細胞並不一樣。成纖維細胞是已活化的結締組織細胞，擁有能夠合成纖維基質的蛋白質（尤其是膠原蛋白）是它的特徵。當組織損傷時，成纖維細胞會源自於纖維細胞，抑或源自於血管和腺體內的平滑肌細胞。成纖維細胞通常表達着平滑肌肌動蛋白，這是一種首先在平滑肌細胞中被發現，並且不見於休眠纖維細胞的肌動蛋白形式。表達這種肌動蛋白形式的成纖維細胞通常被稱為肌成纖維細胞（myo-fibroblasts）。纖維細胞即代表一些能夠離開血液且進入身體組織，成為成纖維細胞的血源細胞（bloodborne cell ）。作為幹細胞生物學的一部分，許多研究表明血液中含有源自骨髓的細胞，這些細胞可以分化為成纖維細胞。據報導這些細胞表達造血細胞表面標記CD34、蛋白酪氨酸磷酸酶C型受體及膠原蛋白。除此之外，這些細胞可以遷移到存在傷口的部位，並且因細胞在皮膚瘢痕組織中的免疫定位，而提示其在傷口癒合中的作用。一般認為纖維細胞介導着傷口癒合和纖維化組織修復，甚至誘導血管的生成。

## 結構

### 細胞標誌物
纖維細胞表達幾種造血細胞標誌物，包括PTPRC和淋巴細胞特異性蛋白-1。纖維細胞像巨噬細胞一樣，表達細胞粘附分子CD11b、CD11c和CD11d4、主要組織相容性複合體、CD80和CD86等抗原呈遞因子，以及腦啡肽酶和丙氨酸氨基肽酶等細胞表面酶。在某些情況下，還有CD163等清道夫受體。經人工培養的纖維細胞還會表達CD34，而該蛋白質通常由多能細胞表達，並且CD34的表達可以將纖維細胞，與巨噬細胞和成纖維細胞區分開，因為巨噬細胞和成纖維細胞不會表達CD34。纖維細胞像成纖維細胞一樣，表達膠原蛋白和糖胺聚糖。然而與成纖維細胞相比，纖維細胞增加膠原蛋白V的產生，並且降低膠原蛋白I、III和IV的表達水平。纖維細胞的糖胺聚醣譜不同於成纖維細胞，其特徵是高度表達着基底膜聚糖、多功能蛋白聚糖和透明質酸，以及低水平的雙醣鏈蛋白聚醣和decorin24。纖維細胞的細胞表面標記物，將促進基底膜的再生和炎性細胞的募集，而不是持續的穩態作用，並且與纖維細胞在修復中的作用一致。